# .38-56 WCF
Набій .38-56 Winchester Center Fire почала випускати у 1887 компанія Winchester для гвинтівки Winchester Model 1886, крім того його використовували у гвинтівці Marlin Model of 1895. 

## Проект
Виробництво гвинтівок Winchester Model 1886 під цей набій припинили в 1910 через зменшення через брак попиту, а комерційний випуск набою було припинено в 1930-х. Нові набої та порожні гільзи є дуже рідкісними і часто є переробленими з гільз .45-70. Спочатку набій повинен був перевершити схожий набій .38-55 Winchester, але насправді мав схожу балістику, незважаючи на більшу кількість пороху.

## Параметри

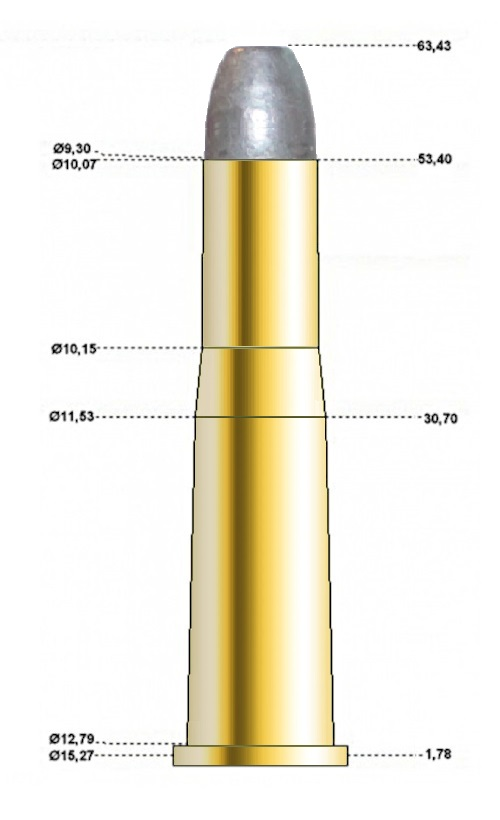